# HD 60532 c
HD 60532 c是一顆距離地球約84光年的系外行星，位於船尾座，母恆星是HD 60532。該行星的真實質量是木星的7.46倍，距離母恆星1.58天文單位，軌道週期607日。該行星於2008年9月22日在智利拉西拉天文台以 HARPS 攝譜儀發現，同日還發現該系統另一顆與HD 60532c軌道週期成3:1共振的行星HD 60532 b。

## 外部連結
- . Exoplanets.   [2012-07-16]. （原始内容存档于2012-03-04）.